# Follow You Follow Me
Follow You Follow Me is een nummer van de Britse band Genesis. Het nummer verscheen op hun album …And Then There Were Three… uit 1978. Op 24 februari van dat jaar werd het nummer uitgebracht als de eerste single van het album.

## Achtergrond
"Follow You Follow Me" is de eerste single van het trio Genesis nadat Steve Hackett de band had verlaten. De muziek van het nummer werd geschreven door de gehele band, dan nog bestaande uit Tony Banks, Phil Collins en Mike Rutherford, terwijl de tekst enkel werd geschreven door gitarist en bassist Rutherford. Net zoals de rest van …And Then There Were Three… is het langzame nummer een koerswijziging ten opzichte van hun periode als een progressieve rockband en bevat een simpele melodie, romantische teksten en coupletten die worden afgewisseld door refreinen. Aangezien de band merkte dat zij vooral mannelijke fans hadden, werd de liefdesballade geschreven om deze balans te herstellen.
Mike Rutherford bedacht het eerste akkoordenschema van het nummer en vertelde dat hij de tekst in ongeveer tien minuten had geschreven. Destijds schreef de band normaal gesproken hun nummers alleen. Keyboardspeler Tony Banks zei over het nummer: "Het was ons enige nummer dat door de groep geschreven was. Mike speelde de riff, ik speelde vervolgens een aantal akkoorden en een melodielijn, en Phil zong eromheen. Het werkte goed als een simpel ding; het was goed zoals het was. Ik had net een simpele liefdestekst geschreven voor 'Many Too Many' en ik denk dat Mike hetzelfde wilde proberen. Misschien was 'Follow You Follow Me' net iets te banaal, maar ik ben eraan gewend geraakt. Ik denk dat wij het veel makkelijker vonden om lange verhalen te schrijven dan simpele liefdesliedjes." Drummer en zanger Phil Collins beschreef het nummer als "een nummer met een geweldig ritme" maar zei dat het "niet bedoeld was als hitsingle".
Ten tijde van de uitgave werd "Follow You Follow Me" de grootste hit van Genesis, en behaalde de zevende plaats in het Verenigd Koninkrijk en de 23e positie in de Verenigde Staten. Ook was het de eerste keer dat een van hun singles buiten deze twee landen de hitlijsten haalde; zo was een zesde plaats in Zwitserland de hoogste positie wereldwijd. In de Nederlandse Top 40 bereikte het de zeventiende positie, terwijl het in de Vlaamse Ultratop 50 tot plaats 26 kwam.
In de videoclip van het nummer is de band te zien terwijl zij het nummer playbacken. Tony Banks draagt een trui van het ijshockeyteam Vancouver Canucks. In 2004 verscheen de clip op de dvd The Video Show. Genesis speelde het nummer live tijdens alle tournees nadat het nummer werd uitgebracht. Enkel tijdens de tournee voor het album We Can't Dance was het nummer onderdeel van een medley van oude nummers van de band onder de titel "Old Medley". Tijdens de reünietournee van de band in 2007 drumde en zong Collins het nummer, waardoor het een van de weinige nummers was waarbij hij dit tegelijk deed.

## Hitnoteringen

### Nederlandse Top 40
| Hitnotering: 01-04-1978 t/m 06-05-1978 | Hitnotering: 01-04-1978 t/m 06-05-1978 | Hitnotering: 01-04-1978 t/m 06-05-1978 | Hitnotering: 01-04-1978 t/m 06-05-1978 | Hitnotering: 01-04-1978 t/m 06-05-1978 | Hitnotering: 01-04-1978 t/m 06-05-1978 | Hitnotering: 01-04-1978 t/m 06-05-1978 | Hitnotering: 01-04-1978 t/m 06-05-1978 |
| Week                                   | 1                                      | 2                                      | 3                                      | 4                                      | 5                                      | 6                                      |                                        |
| -------------------------------------- | -------------------------------------- | -------------------------------------- | -------------------------------------- | -------------------------------------- | -------------------------------------- | -------------------------------------- | -------------------------------------- |
| Positie                                | 26                                     | 18                                     | 17                                     | 23                                     | 29                                     | 40                                     | uit                                    |

### Nationale Hitparade
| Hitnotering: 08-04-1978 t/m 06-05-1978 | Hitnotering: 08-04-1978 t/m 06-05-1978 | Hitnotering: 08-04-1978 t/m 06-05-1978 | Hitnotering: 08-04-1978 t/m 06-05-1978 | Hitnotering: 08-04-1978 t/m 06-05-1978 | Hitnotering: 08-04-1978 t/m 06-05-1978 | Hitnotering: 08-04-1978 t/m 06-05-1978 |
| Week                                   | 1                                      | 2                                      | 3                                      | 4                                      | 5                                      |                                        |
| -------------------------------------- | -------------------------------------- | -------------------------------------- | -------------------------------------- | -------------------------------------- | -------------------------------------- | -------------------------------------- |
| Positie                                | 20                                     | 11                                     | 9                                      | 12                                     | 24                                     | uit                                    |

### NPO Radio 2 Top 2000
| Nummer met noteringen in de NPO Radio 2 Top 2000 | '99 | '00 | '01 | '02 | '03 | '04 | '05 | '06 | '07 | '08 | '09 | '10 | '11 | '12 | '13 | '14 | '15 | '16 | '17 | '18 | '19 | '20 | '21 | '22 | '23 | '24 |
| ------------------------------------------------ | --- | --- | --- | --- | --- | --- | --- | --- | --- | --- | --- | --- | --- | --- | --- | --- | --- | --- | --- | --- | --- | --- | --- | --- | --- | --- |
| Follow You Follow Me                             | 458 | 324 | 280 | 242 | 204 | 291 | 343 | 424 | 487 | 347 | 346 | 324 | 430 | 456 | 429 | 372 | 563 | 654 | 645 | 920 | 809 | 827 | 743 | 753 | 807 | 859 |

1. ↑  Een vetgedrukt getal geeft de hoogste notering aan.

## Coverversies
- 1986: Barbara Dickson op The Right Moment[1]
- oktober 2021: Zucchero als voorproefje van het album Discover[2]